# Codice ATC S03
Il codice ATC S03 "Preparati oftalmologici e otologici
" è un sottogruppo terapeutico del sistema di classificazione Anatomico Terapeutico e Chimico, un sistema di codici alfanumerici sviluppato dall'OMS per la classificazione dei farmaci e altri prodotti medici. Il sottogruppo S03 fa parte del gruppo anatomico S degli organi di senso.
Codici per uso veterinario (codici ATCvet) possono essere creati ponendo una lettera Q di fronte al codice ATC umano: QS ...
Numeri nazionali della classificazione ATC possono includere codici aggiuntivi non presenti in questa lista, che segue la versione OMS.

## S03A Anti infettivi

### S03AA Anti infettivi
S03AA01 Neomicina
S03AA02 Tetraciclina
S03AA03 Polimixina B
S03AA04 Clorexidina
S03AA05 Examidina
S03AA06 Gentamicina
S03AA07 Ciprofloxacina
S03AA08 Cloramfenicolo
S03AA30 Antinfettivi, combinazioni

## S03B Corticosteroidi

### S03BA Corticosteroidi
S03BA01 Dexametasone
S03BA02 Prednisolone
S03BA03 Betametasone

## S03C Corticosteroidi e Anti infettivi in combinazione

### S03CA Corticosteroidi e Anti infettivi in combinazione
S03CA01 Dexametasone e antinfettivi
S03CA02 Prednisolone e antinfettivi
S03CA04 Idrocortisone e antinfettivi
S03CA05 Fludrocortisone e antinfettivi
S03CA06 Betametasone e antinfettivi

## S03D Altre preparazioni oftamologiche e otologiche
Gruppo vuoto